# Day'Ron Sharpe
Day'Ron Yusha Sharpe (Carolina do Norte, 6 de novembro de 2001) é um jogador norte-americano de basquete profissional que atualmente joga no Brooklyn Nets da National Basketball Association (NBA).
Ele jogou basquete universitário pelo North Carolina Tar Heels e foi selecionado pelo Phoenix Suns como a 29º escolha geral no Draft da NBA de 2021.

## Carreira no ensino médio
Sharpe começou sua carreira no ensino médio jogando pela South Central High School em Winterville, Carolina do Norte. Em seu segundo ano, ele teve médias de 14,3 pontos e 9,3 rebotes. Em seu terceiro ano, Sharpe teve médias de 16,5 pontos e 10,7 rebotes, ajudando South Central a terminar com um recorde de 30-1 e ganhar o título estadual. Ele anunciou que estava se transferindo para a Montverde Academy para sua última temporada. 
Sharpe teve médias de 12,1 pontos e 7,3 rebotes em sua última temporada, levando Montverde a um recorde de 25-0 e ao primeiro lugar no ranking nacional de acordo com o MaxPreps. Ele foi chamado para o McDonald's All-American e para o Jordan Brand.

### Recrutamento
Sharpe foi considerado um recruta de cinco estrelas e foi classificado como o 5º melhor pivô da classe de 2020 e o 22º melhor jogador pela 247Sports. Ele se comprometeu com a Universidade da Carolina do Norte em 17 de junho de 2018, tornando-se o primeiro membro da classe de 2020 a se comprometer com os Tar Heels.
| Nome | Cidade Natal                           | Escola                 | Altura              | Peso            | Data                |
| --- | -------------------------------------- | ---------------------- | ------------------- | --------------- | ------------------- |
| Day'Ron Sharpe C | Greenville, NC                         | Montverde Academy (FL) | 6 ft 10 in (2.08 m) | 246 lb (112 kg) | 17 de Junho de 2018 |
| Day'Ron Sharpe C | Recrutamento: Rivals: 247sports: ESPN: |                        |                     |                 |                     |
| Rankings: Rivals: 13º \| 247Sports: 22º \| ESPN: 12º |                                        |                        |                     |                 |                     |
| - Nota: Em muitos casos, Scout, Rivals, 247Sports e ESPN podem entrar em conflito em suas listas de altura e peso, nestes casos, a média foi obtida. - Fonte: |                                        |                        |                     |                 |                     |

## Carreira universitária
Na estreia de Sharpe como calouro em 25 de novembro de 2020, ele registrou 13 pontos e 10 rebotes na vitória por 79-60 contra College of Charleston. Ele se tornou o quarto jogador da Carolina do Norte a registrar um duplo-duplo em seu jogo de estreia, juntando-se a Lennie Rosenbluth, Sam Perkins e Cole Anthony. 
Sharpe teve médias de 9,5 pontos e 7,6 rebotes como calouro. Em 24 de março de 2021, Sharpe se declarou para o Draft da NBA de 2021.

## Carreira profissional

### Brooklyn Nets (2021–Presente)
Sharpe foi selecionado pelo Phoenix Suns como a 29ª escolha no draft da NBA de 2021. Em 6 de agosto de 2021, Jevon Carter e Sharpe foram negociados com o Brooklyn Nets em troca de Landry Shamet.
Em 13 de janeiro, Sharpe registrou 20 pontos, 7 rebotes e 1 bloqueio na vitória por 138–112 contra o Chicago Bulls. Os 20 pontos neste jogo estabeleceram um novo recorde pessoal (seu recorde anterior era de 14 pontos contra o Portland Trail Blazers em 11 de janeiro de 2022).
Durante a temporada de 2023–24, Sharpe sofreu uma hiperextensão no joelho esquerdo durante a partida contra o Portland Trail Blazers, realizada em 8 de janeiro de 2024. O jogador foi afastado temporariamente e passou a ser reavaliado em um intervalo de aproximadamente duas semanas.
Após retornar às quadras, Sharpe teve atuações de destaque. Em 20 de março de 2024, na derrota para o New Orleans Pelicans por 104 a 91, ele registrou 8 pontos, 17 rebotes, 3 assistências e 2 bloqueios. Os 17 rebotes conquistados na partida representaram seu recorde pessoal na temporada, superando a marca anterior de 15 rebotes obtida em 21 de dezembro de 2023, contra o New York Knicks.

## Estatísticas da carreira

### NBA

#### Temporada regular
| Ano      | Equipe   | PJ  | PT | MPJ  | AP   | 3P   | LL   | RT  | AS  | BR | TO | PPJ |
| -------- | -------- | --- | -- | ---- | ---- | ---- | ---- | --- | --- | -- | -- | --- |
| 2021–22  | Brooklyn | 32  | 8  | 12.2 | .577 | .286 | .585 | 5.0 | .5  | .3 | .5 | 6.2 |
| 2022–23  | Brooklyn | 48  | 3  | 11.5 | .544 | .545 | .636 | 4.2 | .8  | .3 | .7 | 4.7 |
| 2023–24  | Brooklyn | 61  | 1  | 15.1 | .571 | .267 | .610 | 6.4 | 1.4 | .4 | .7 | 6.8 |
| 2024–25  | Brooklyn | 50  | 2  | 18.1 | .521 | .244 | .757 | 6.6 | 1.8 | .8 | .8 | 7.9 |
| Carreira | Carreira | 191 | 14 | 14.2 | .553 | .335 | .647 | 5.5 | 1.1 | .4 | .6 | 6.4 |

#### Playoffs
| Ano      | Equipe   | PJ | PT | MPJ | AP   | 3P | LL    | RT  | AS  | BR | TO | PPJ |
| -------- | -------- | -- | -- | --- | ---- | -- | ----- | --- | --- | -- | -- | --- |
| 2022     | Brooklyn | 1  | 0  | 0.0 | —    | —  | —     | .0  | .0  | .0 | .0 | .0  |
| 2023     | Brooklyn | 2  | 0  | 9.8 | .667 | —  | 1.000 | 3.0 | 2.5 | .0 | .5 | 3.0 |
| Carreira | Carreira | 3  | 0  | 4.9 | .667 | —  | .500  | 1.5 | 1.2 | .0 | .2 | 1.5 |

### Universitário
| Ano     | Equipe         | PJ | PT | MPJ  | AP   | 3P   | LL   | RT  | AS  | BR | TO | PPJ |
| ------- | -------------- | -- | -- | ---- | ---- | ---- | ---- | --- | --- | -- | -- | --- |
| 2020–21 | North Carolina | 29 | 4  | 19.2 | .519 | .000 | .505 | 7.6 | 1.4 | .8 | .9 | 9.5 |

Fonte: